# Dallas Zoo
A Dallas Zoo (más néven Dallas Zoológiai Park) egy 43 hektáros állatkert, amely a texasi Dallas belvárosától 5 km-re délre, a Marsalis Parkban található. Az 1888-ban alapított állatkert Texas legrégebbi és legnagyobb állatkerti parkja, amelyet a nonprofit Dallas Zoológiai Társaság irányít. Több mint 2000 állatnak ad otthont, amelyek 406 fajt képviselnek. Az Állatkertek és Akváriumok Szövetségének (AZA) akkreditált tagja, és tagja az Állatkertek és Akváriumok Világszövetségének (WAZA).
2009-ben a dallasi városi tanács egyhangúlag jóváhagyta a 4,5 hektáros Óriások a szavannán kiállítás építését, és megszavazta az állatkert privatizációját is. Az elmúlt években a látogatottság megugrott. Az állatkert 2015-ben először érte el az 1 millió feletti éves látogatószámot. 2015-ben a Dallas Zoológiai Társaságot több mint 25 500 tagháztartás támogatja. 2015-ben a DZS kezeli az állatkert összes adománygyűjtését, tagságát, különleges rendezvényeit, étkeztetését, kiskereskedelmi működését, önkéntes programjait, marketingjét és PR tevékenységét Dallas városával kötött menedzsment szerződés alapján.

## Tartott fajok
Néhány példa az állatkertben megtalálható fajok közül:
- Bugeranus carunculatus
- oroszlán
- zsiráf
- nílusi krokodil
- tigris
- gyöngybagoly
- núbiai kőszáli kecske
- galápagosi óriásteknős
- okapi
- gepárd

## Képgaléria

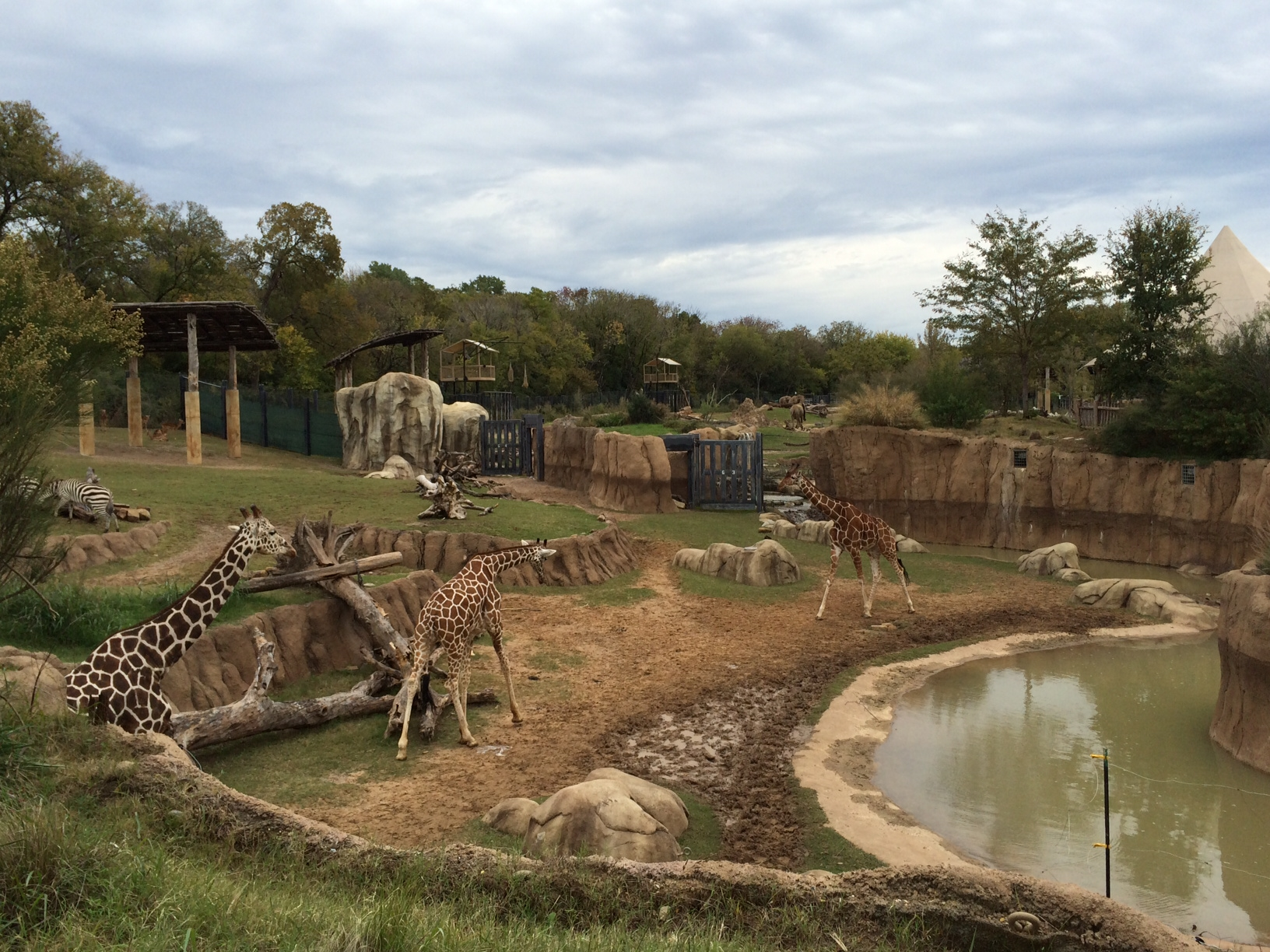
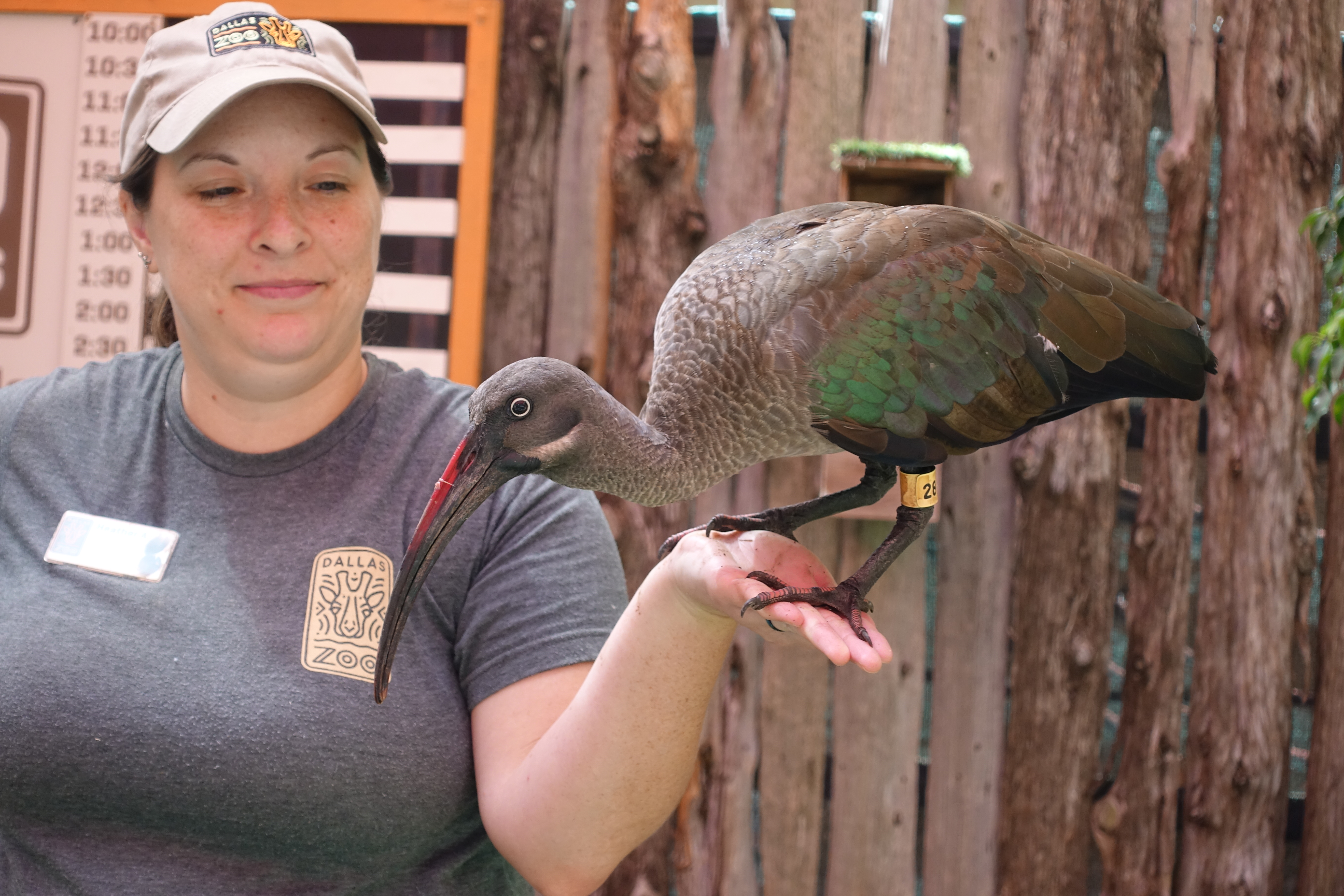
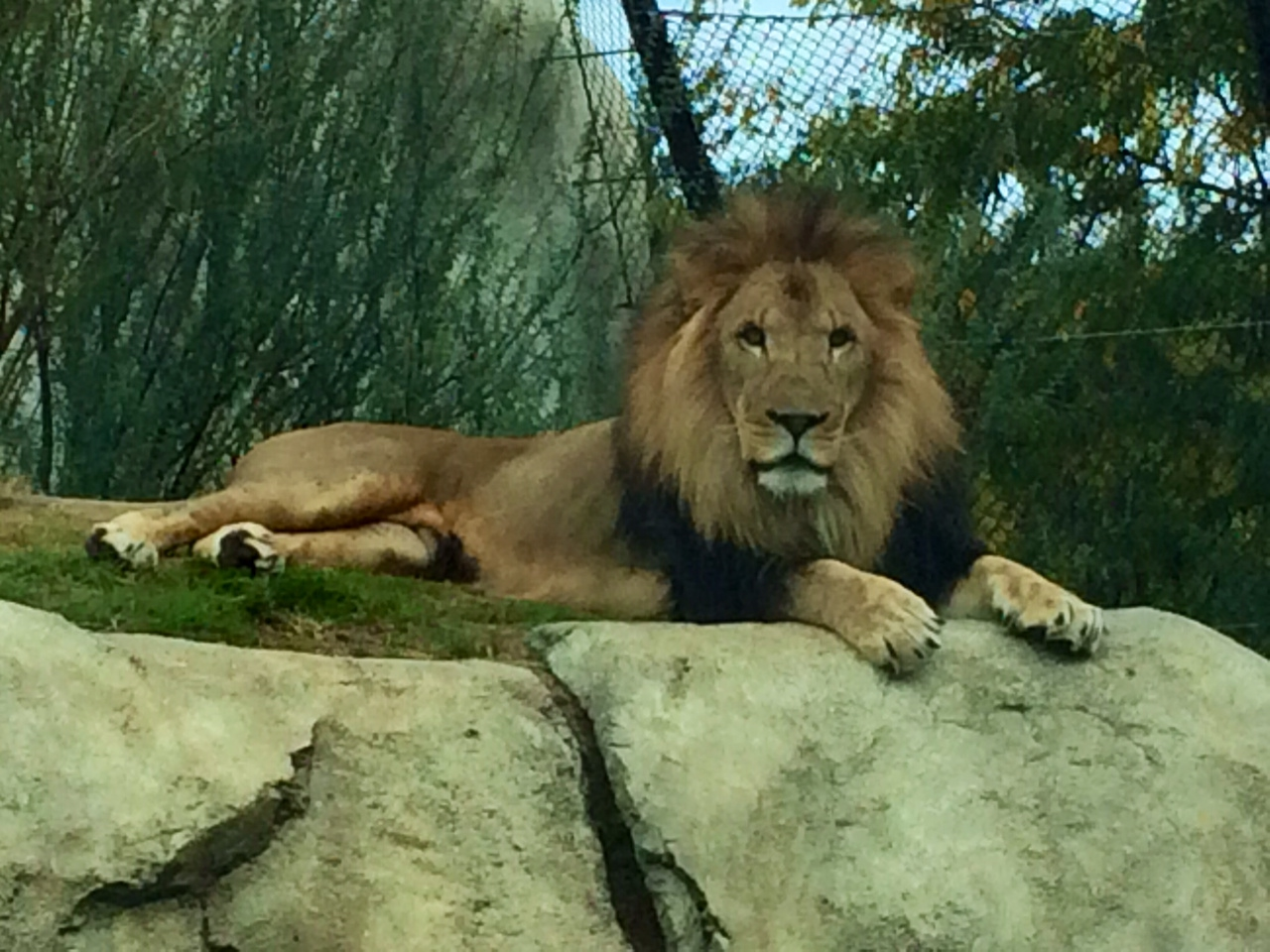